# بونگن-اوگرودکی
بونگن-اوگرودکی (به لهستانی:  Bonin-Ogródki) یک روستا در لهستان است که در گمینا سارناکی واقع شده‌است.